# イニシアティブス・オブ・チェンジ
イニシアティブス・オブ・チェンジ（英: Initiatives of Change、略称:IofC・IC）は、「対立する世界（文化、国籍、宗教等）をつなぐ信頼を築く」ことを目的として活動する国際的な組織である。 ICは、人々ひとりひとりの日々の生活と人間関係の中で変化が起きることで、社会の変革を実現する、という考え方によって立っている。
こうした考え方は、ICの前身にあたり、1938年に開始されたキリスト教的運動である道徳再武装運動の考え方を承継しているものである。イニシアティブス・オブ・チェンジという名称は2001年から使用されており、一人ひとりの個人的な変革から始まる社会の変革、という点に力点をおいたことによるものである。ICは、霊的・精神的な考え方に端を発する部分があるとはいえ、特定の宗教、教義との結付きは無い。ICは、「信仰心を持っていて、さらに自らの起源、根本に迫りたいという者、または、他人の信仰心を知り、敬意を表したいという者のどちらにも」参加を呼びかけている。

## 組織
1938年にアメリカの牧師フランク・ブックマンが道徳再武装 (Moral Re-Armament, MRA)を設立。2001年にInitiatives of Changeに名称変更。

### 日本法人
1975年に国際MRA日本協会が発足。1984年に社団法人化。2003年に本部に合わせて国際IC日本協会に名称変更。2012年に公益財団法人の認定を受ける。

## 現役員

### 国際IC日本協会
- 名誉会長 - 橋本徹[4]
- 会長 - 矢野弘典
- 副会長 - 大隈尚子
- 理事 - 石川勝一・兼松恵ほか